# Мултнома (округ, Орегон)
Шаблон:StateAbbr_ 45°32′ пн. ш. 122°25′ зх. д. / 45.54° пн. ш. 122.41° зх. д.
Округ  Мултнома (англ. Multnomah County) — округ (графство) у штаті  Орегон, США. Ідентифікатор округу 41051.

## Історія
Округ утворений 1854 року.

## Демографія
За даними перепису 
2000 року загальне населення округу становило 660486 осіб, зокрема міського населення було 649010, а сільського — 11476.
Серед мешканців округу чоловіків було 326886, а жінок — 333600. В окрузі було 272098 домогосподарств, 152232 родин, які мешкали в 288561 будинках.
Середній розмір родини становив 3,03.
Віковий розподіл населення поданий у таблиці:
| Стать    | До 15 років | 15-21 | 22-29 | 30-39 | 40-49 | 50-65 | 65-85 | Понад 85 |
| -------- | ----------- | ----- | ----- | ----- | ----- | ----- | ----- | -------- |
| Чоловіки | 63118       | 30261 | 46106 | 57500 | 54038 | 46899 | 25840 | 3124     |
| Жінки    | 60285       | 29970 | 44818 | 52861 | 52981 | 48042 | 36989 | 7654     |

## Суміжні округи
- Кларк, Вашингтон — північ
- Скамейнія, Вашингтон — північний схід
- Гуд-Рівер — схід
- Клакамас — південь
- Вашингтон — захід
- Колумбія — північний захід

## Виноски
1. ↑  Gazetteer
2. ↑  Ballotpedia — 2007.
3. ↑  U.S. Decennial Census. United States Census Bureau. Архів оригіналу за 4 квітня 2018. Процитовано 26 лютого 2015.
4. ↑  Historical Census Browser. University of Virginia Library. Архів оригіналу за 11 серпня 2012. Процитовано 26 лютого 2015.
5. ↑  Forstall, Richard L., ред. (27 березня 1995). Population of Counties by Decennial Census: 1900 to 1990. United States Census Bureau. Архів оригіналу за 19 лютого 2015. Процитовано 26 лютого 2015.
6. ↑  Census 2000 PHC-T-4. Ranking Tables for Counties: 1990 and 2000 (PDF). United States Census Bureau. 2 квітня 2001. Архів оригіналу (PDF) за 18 грудня 2014. Процитовано 26 лютого 2015.
7. ↑  State & County QuickFacts. United States Census Bureau. Архів оригіналу за 24 червня 2011. Процитовано 15 листопада 2013.(англ.) Наведено за англійською вікіпедією.
8. ↑  American FactFinder. Бюро перепису населення США. Архів оригіналу за 26 лютого 2012. Процитовано 31 січня 2008.

| США | Це незавершена стаття з географії США. Ви можете допомогти проєкту, виправивши або дописавши її. |